# Próspero Fernández Oreamuno
Pour les articles homonymes, voir Oreamuno.
Próspero Fernández Oreamuno (né le 18 juillet 1834 à San José – mort le 12 mars 1885 à Atenas) est un homme d'État costaricien. Il fut, du 20 juillet 1882 au 12 mars 1885, le 14e président du Costa Rica, de 1883 à 1885. Il est mort avant la fin de son mandat.

## Source
- (en) Cet article est partiellement ou en totalité issu de l’article de Wikipédia en anglais intitulé « Próspero Fernández Oreamuno » (voir la liste des auteurs).